# 若泉佳穂
若泉 佳穂（わかいずみ かほ、1999年8月20日 - ）は、日本の女子バレーボール選手である。

## 来歴
福井県越前市出身。
福井工業大学附属福井高等学校時代は同級生の上坂瑠子とともに全国高等学校総合体育大会（インターハイ）、全日本高等学校選手権（春高バレー）に出場。2017年のインターハイではベスト4進出に貢献し、優秀選手に選出された。
2021-22シーズン、V.LEAGUE Division2のブレス浜松の内定選手として登録。中京大学卒業後の2022年4月に正式に入団が発表された。
2022-23シーズンではアタック決定率2位や総得点3位の実績を残し最優秀新人賞を受賞。2023-24シーズンは得点王を獲得した。
2024-25シーズンと2025年黒鷲旗ではベスト6を受賞。2025年5月、同シーズンでの退団が発表された。20日に自由交渉選手として公示。27日にSVリーグのアランマーレ山形入団が発表された。

## 人物
ブレス在籍時は株式会社ユタカ技研で勤務していた。

## 受賞歴
- 2017年 - 全国高等学校総合体育大会 優秀選手
- 2023年 - 2022-23 V.LEAGUE DIVISION2 WOMEN 最優秀新人賞
- 2024年 - 2023-24 V.LEAGUE DIVISION2 WOMEN 得点王
- 2025年 - 2024-25 V.LEAGUE WOMEN レギュラーシーズンベスト6
- 2025年 - 第73回黒鷲旗 ベスト6

## 所属チーム
- 福井工業大学附属福井高等学校（2015-2018年）
- 中京大学（2018-2022年）
- ブレス浜松（2022-2025年）
- アランマーレ山形（2025年-）